# Jüdischer Friedhof (Pier)

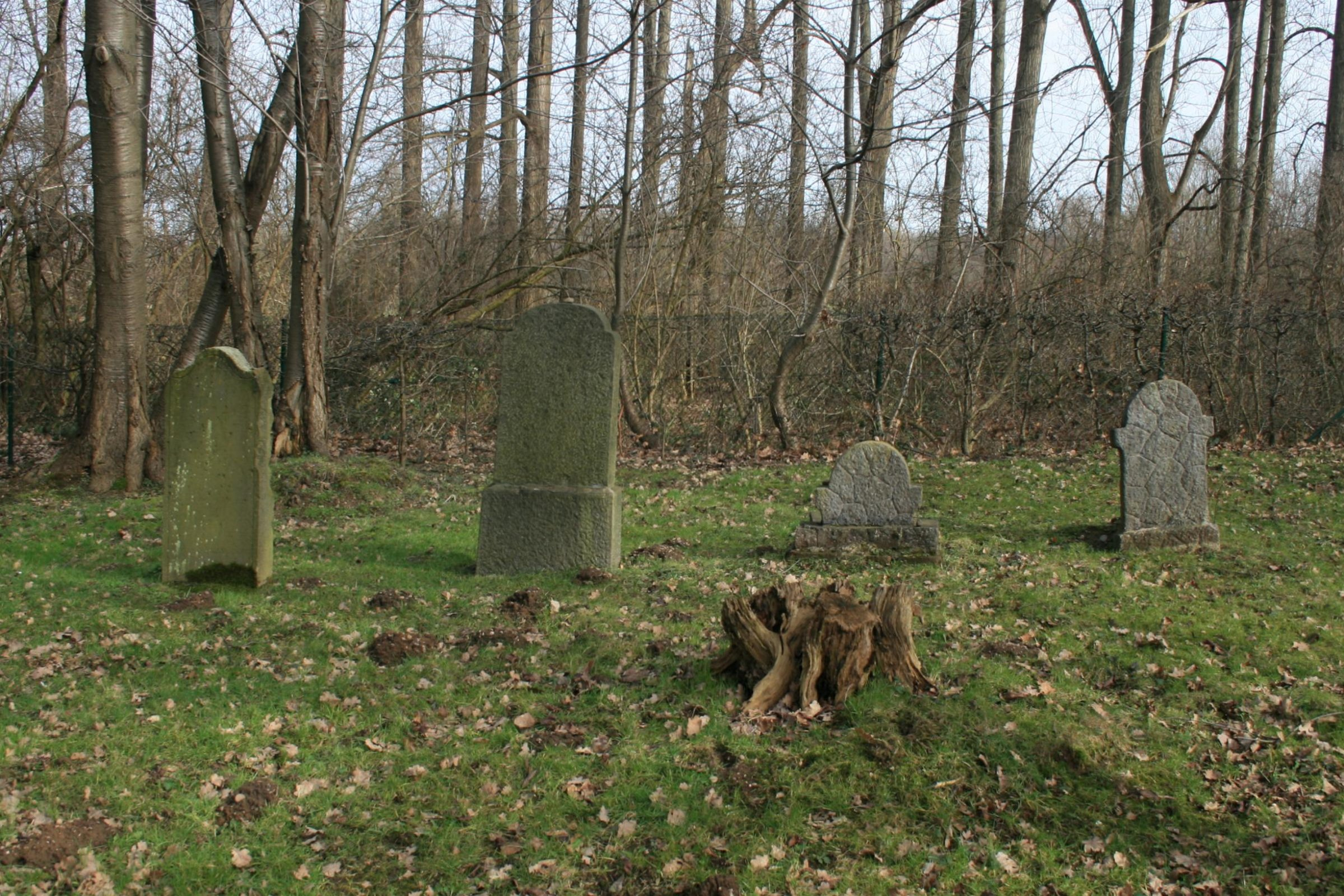
Jüdischer Friedhof in Pier

Der Jüdische Friedhof liegt beim früheren Pier, einem Ortsteil der Gemeinde Inden im Kreis Düren (Nordrhein-Westfalen).
Der Ort Pier wurde bis 2014/15 völlig abgebaggert, weil er dem Braunkohletagebau (Tagebau Inden) weichen musste. Der jüdische Friedhof liegt östlich des Ortes in der Nähe der Rur Richtung Krauthausen hinter dem dortigen Anwesen und blieb vom Abbaggern verschont.
Der etwa zwei Ar große Begräbnisplatz wurde von 1869 bis 1925 belegt und 1944 zwangsweise verkauft. Es sind noch vier Grabsteine (Mazewot) vorhanden, die 1963 im Zuge der Wiederherstellung des Friedhofes wieder aufgestellt wurden.